# Amiable compositeur
Das Agieren als amiable compositeur gibt in einem Verfahren vor einem Schiedsgericht dem Schiedsrichter die Möglichkeit, den Streit – ohne Bindung an das anwendbare Recht – einzig unter dem Kriterium des billigen Ermessens zu entscheiden (vgl. z. B. die ICC-Schiedsgerichtsordnung in Art. 21 Abs. 3).